# Rushmere St. Andrew
Rushmere St. Andrew is een civil parish in het Engelse graafschap Suffolk met 6.062 inwoners.